# Linos Chalwe
Linos Chalwe (ur. 17 września 1980 w Lusace) – zambijski piłkarz grający na pozycji napastnika.

## Kariera klubowa
Karierę piłkarską Chalwe rozpoczął w klubie Lusaka Dynamos. W 1998 roku zadebiutował w jego barwach w rozgrywkach zambijskiej Premier League. W 2000 roku odszedł do botswańskiego Mochudi Centre Chiefs SC. W 2001 roku wrócił do Zambii i grał w Nchanga Rangers, a następnie w Zamsure FC. W 2002 roku występował w Green Buffaloes FC, a w 2003 w malezyjskim Perlis FA, z którym zdobył Puchar Malezji. W latach 2004–2005 grał w Republice Południowej Afryki w drużynach Manning Rangers i Bush Bucks FC. Następnie był zawodnikiem Étoile Sportive du Sahel (2005-2008) i Bay United FC (2008-2009). W latach 2010–2011 grał w syryjskim AL-Karamah SC. W 2012 wrócił do Zambii i w sezonie 2012 grał w NAPSA Stars FC. W latach 2013–2015 ponownie był zawodnikiem Green Buffaloes, w którym zakończył karierę.

## Kariera reprezentacyjna
W reprezentacji Zambii Chalwe zadebiutował w 2005 roku. W 2006 roku podczas Pucharu Narodów Afryki 2006 zagrał jeden mecz, z Republiką Południowej Afryki (1:0). Od 2005 do 2006 wystąpił w kadrze narodowej 5 razy i strzelił 1 gola.